# Dmitriy Bagryanov
Dmitriy Bagryanov (russe : Дмитрий Багрянов), 18 décembre 1967 à Moscou et mort le 4 février 2015, était un athlète russe, spécialiste du saut en longueur.

## Biographie
En 1992, Dmitriy Bagryanov remporte les Championnats d'Europe en salle de Gênes avec un saut à 8,12 m, devançant l'Allemand Konstantin Krause et le Finlandais Jarmo Kärnä. Il participe aux Jeux olympiques de 1992 sous la bannière olympique de l'équipe unifiée des anciennes Républiques socialistes soviétiques. Il se classe septième du concours avec un saut à 7,98 m.
Son record personnel en plein air, établi le 30 mai 1992 à Grenade, est de 8,35 m (+1,4 m/s).

### Palmarès
| Date | Compétition                    | Lieu      | Résultat | Marque |
| ---- | ------------------------------ | --------- | -------- | ------ |
| 1991 | Championnats du monde en salle | Séville   | 7e       | 7,82 m |
| 1992 | Championnats d'Europe en salle | Gênes     | 1er      | 8,12 m |
| 1992 | Jeux olympiques                | Barcelone | 7e       | 7,98 m |
| 1994 | Championnats d'Europe en salle | Paris     | 6e       | 8,01 m |
| 1994 | Championnats d'Europe          | Helsinki  | 5e       | 7,96 m |

### Records
| Épreuve          | Épreuve   | Performance | Lieu    | Date           |
| ---------------- | --------- | ----------- | ------- | -------------- |
| Saut en longueur | Plein air | 8,35 m      | Grenade | 30 mai 1992    |
| Saut en longueur | Salle     | 8,04 m      | Moscou  | 8 février 1997 |